# والتر فريمان
والتر فريمان (بالإنجليزية: Walter Freeman)‏ (1 يونيو 1887 في المملكة المتحدة - ) هو لاعب كرة قدم بريطاني (وحمل سابقاً جنسية المملكة المتحدة لبريطانيا العظمى وأيرلندا) في مركز الهجوم. لعب مع أستون فيلا وبرمنغهام سيتي ونادي فولهام ونادي والسول ونادي تلفورد يونايتد ولوستوفت تاون ‏.